# راسمیک اسید

Tartaric acid in pen sketch

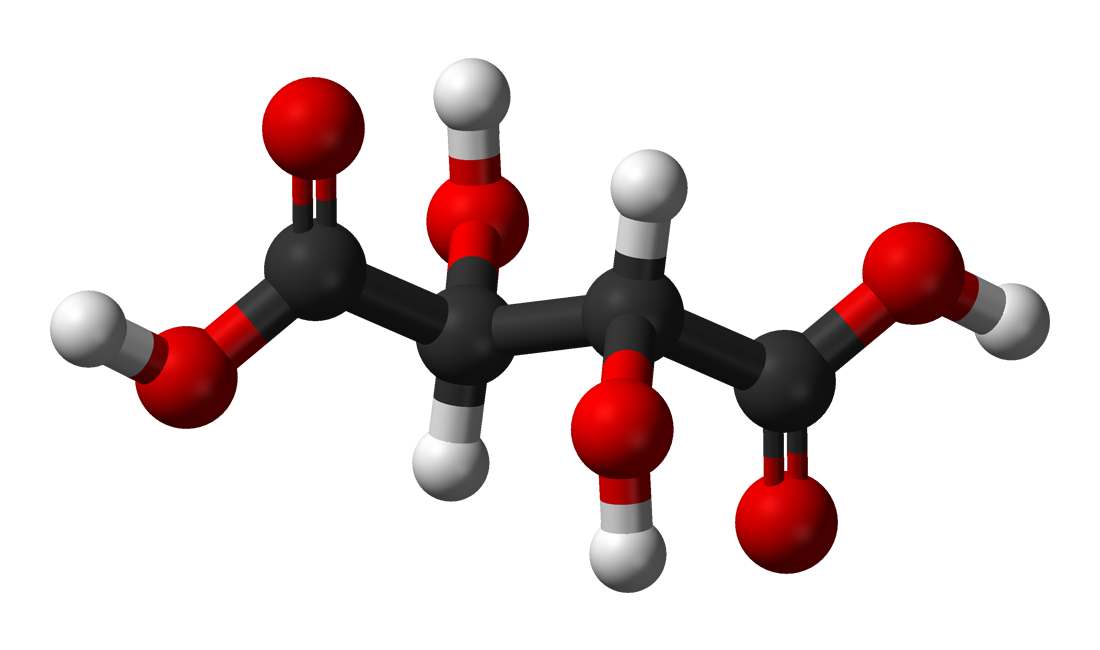
Computer-rendered image of right-handed molecule

Racemic acid crystals drawn as if seen through an میکروسکوپ نوری

اسید راسمیک (نام علمی: Racemic acid)‏ (HOH 2 (COOH) 2 O ۴ H 2 C): ماده جامد بلوری، قابل انحلال در آب، با نقطه ذوب c° ۲۰۶ که در تحلیل مواد آلی بکار می‌رود. نام دیگر آن اسید تارتاریک غیرفعال می‌باشد.